# Sankt-Olof-Quelle

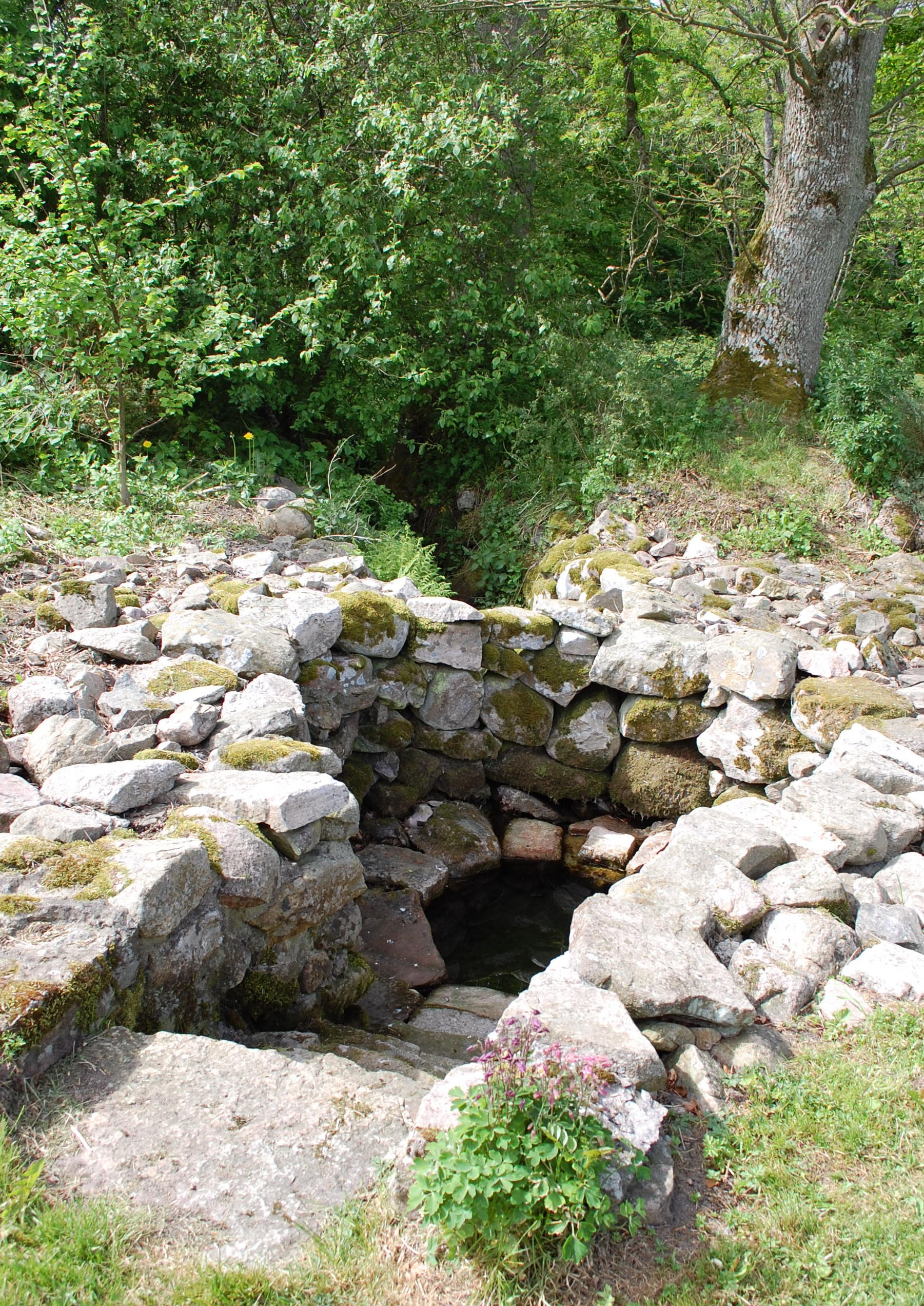
Sankt-Olof-Quelle

Die Sankt-Olof-Quelle ist eine Quelle im Ort Sankt Olof in der schwedischen Gemeinde Simrishamn.
Sie befindet sich südlich der Sankt-Olof-Kirche an der Südwestecke des Gehöfts Sankt Olofs gård. Aus der Quelle entspringt ein Bach, der dann in südwestlich Richtung verläuft und nach einiger Zeit in einen anderen Bach einmündet.
Die als Opferquelle genutzte Quelle ist durch aufeinander geschichtete Steine gefasst. In die Quelle wurden bzw. werden kleine Gegenstände, insbesondere Münzen geworfen, um sich so die Unterstützung und Hilfe des Heiligen Olav zu erbitten. Der Durchmesser der Quellfassung beträgt etwa zwei Meter bei einer Tiefe von 80 Zentimetern. Von Nordosten führt eine kleine steinerne Treppe bis zum Wasser hinab. Die Quelle ist Wallfahrtsort und war wichtig für den Bau und die Unterhaltung der benachbarten Sankt-Olof-Kirche.